# Relative Strength Index
Il Relative Strength Index (RSI), o indice di forza relativa, è uno fra gli oscillatori più popolari dell'analisi tecnica e comunemente usati dai traders, in particolar modo da quelli che operano sui mercati dei futures. Fu ideato da John Welles Wilder, che lo pubblicò nel suo libro New Concepts in Technical Trading System nel 1978.
Si tratta di un indicatore di momentum, che riesce però ad ovviare ad alcuni problemi presenti nel momentum, nel Rate of change o in altri oscillatori di questo tipo. Questi generano notevoli complicazioni nella loro interpretazione, soprattutto quando si verificano bruschi movimenti del mercato causandone un'improvvisa inversione della linea. È quindi necessario, per una corretta e più comprensibile analisi, minimizzare queste distorsioni.
Il Relative Stregth Index, oltre a risolvere questo problema, presenta una banda d'oscillazione costante, da 0 a 100, che permette una comparazione dei valori con alcuni livelli costanti prestabiliti.
Va comunque sottolineato come il termine "indice di forza relativa" sia improprio, generando confusione anche in chi lo utilizza regolarmente. Infatti, con "forza relativa" solitamente si intende un grafico lineare che mette in rapporto due differenti entità, come per esempio un'azione e il suo indice di appartenenza, due indici settoriali, una materia prima e un cambio monetario, ecc. L'indice ideato da Wilder non misura alcuna di queste correlazioni, traendo quindi in inganno.

## Formula

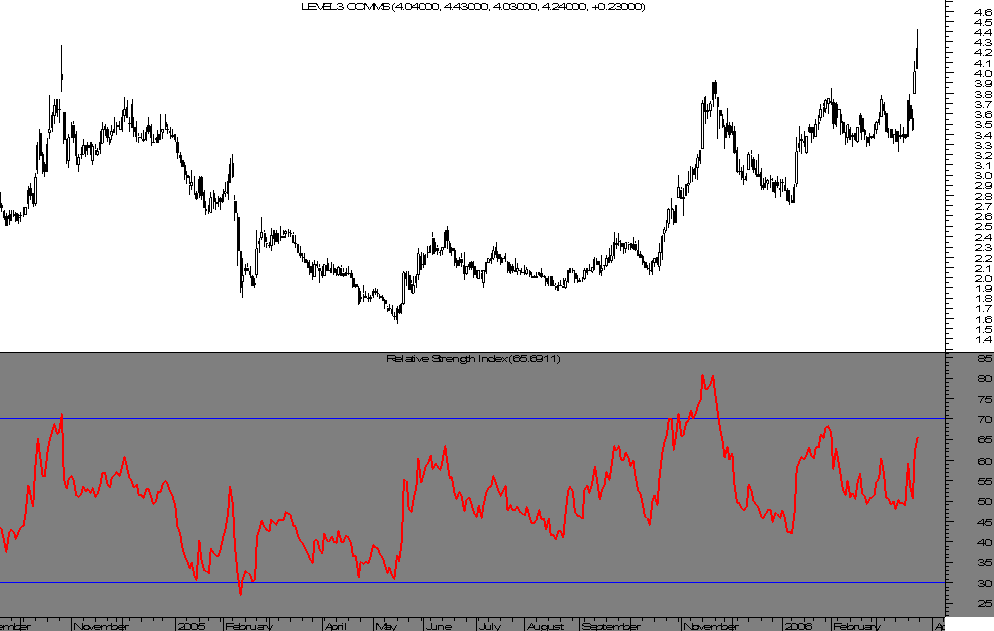
Il grafico è giornaliero (daily) del titolo LEVEL 3 COMM quotato a Wall Street con l'oscillatore Relative Strength Index a 21 periodi posizionato sotto

Per la creazione di questo oscillatore è necessario stabilire un solo parametro, a differenza di altri, che ne richiedono due o più. In questo caso si tratta del numero di periodi che si vuole considerare. Wilder consigliava l'utilizzo di 14 periodi. La formula è la seguente:
{\displaystyle RSI={100*U/}{(U+D)}} dove

U = media delle differenze di chiusura al rialzo di X giorni

D = media del valore assoluto delle differenze di chiusura al ribasso di X giorni
Per individuare la media del valore rialzista bisogna sommare il totale delle differenze alla chiusura dei giorni di rialzo e dividere poi per i periodi considerati, mentre per quella ribassista bisogna sommare il numero totale dei valori assoluti delle differenze di chiusura durante giorni di ribasso e dividere sempre per il numero di periodi considerati. Come per tutti gli oscillatori, più si utilizzeranno periodi brevi, più si otterrà un oscillatore sensibile e con un'ampiezza maggiore, generando d'altra parte un maggior numero di falsi segnali.

## Segnali generati
Presentando una banda d'escursione costante, da 0 a 100, è possibile individuare zone fisse in cui l'oscillatore si trovi in una situazione di estremo; saranno quindi considerate zone di ipercomprato quando l'oscillatore segnerà valori superiori a 70, mentre saremo in ipervenduto qualora segnasse valori inferiori al 30. Valori consigliati dal suo ideatore.
I segnali generati da questo oscillatore sono simili a quelli di molti altri. La linea mediana del 50 va pure considerata ma pur sempre in subordine rispetto ai valori 30 e 70. Molto importanti e interessanti sono anche le divergenze rialziste o ribassiste in relazione al corso dei prezzi sul grafico. Questi segnali sono da monitorare molto attentamente in quanto possono essere catalogati come situazioni assai pregnanti; lo stesso ideatore considerava le divergenze una caratteristica tra le più indicative di questo oscillatore.
Va comunque ricordato come un forte mercato generi prematuramente segnali di ipercomprato o ipervenduto e questo può portare a precipitose uscite da un trend ancora potenzialmente valido; infatti a volte le fasi di ipercomprato durante un mercato rialzista possono durare a lungo, come quelle di ipervenduto durante un mercato ribassista.
Ulteriore sistema per identificare segnali di ingresso e uscita dal mercato grazie a questo oscillatore è mediante l'utilizzo delle linee di 30 e 70, che delimitano le situazioni di estremo. Nel caso per esempio di un mercato ribassista che venga a generare una situazione di ipervenduto, con l'oscillatore quindi ben al di sotto della linea del 30, potrebbe essere interessante prendere posizioni rialziste una volta che il valore si sia riportato al di sopra di tale livello. Si tratterebbe di un'entrata con un discreto margine di rischio, ma che potrebbe rivelarsi ottimo e tempestivo ingresso in vista di un nuovo movimento rialzista.
Col passare del tempo, i Trader e gli Analisti si sono resi conto che l'oscillatore genera altri interessanti segnali di acquisto e di vendita, come doppi minimi e doppi massimi, testa e spalle, supporti e resistenze, anche quando non appaiono sul grafico.